# Banca Federală a Germaniei
Banca Federală a Germaniei (în germană Deutsche Bundesbank) este banca centrală a Germaniei. Își are sediul principal în Frankfurt am Main. Banca face parte din sistemul bancar european central administrat de Banca Centrală Europeană. Abrevierea oficială este BBk.
Deutsche Bundesbank a fost înființată în 1957 și a succedat în Bank deutscher Länder, care a introdus marca germană pe 20 iunie 1948. 
Deutsche Bundesbank este o bancă foarte respectată pentru controlul inflației din a doua jumătate a sec. al XX-lea. Aceasta a făcut marca germană una dintre cele mai respectate valute, iar Bundesbank a obținut o influență indirectă substanțială în multe țări europene.

## Istoric
Istoria Bundesbank este inseparabilă de cea a monedei germane după cel de-al Doilea Război Mondial. După distrugerea sa totală, vechiul Reichsmark a devenit practic lipsit de valoare. O reformă monetară a fost apoi implementată în zonele vestice de ocupație, inclusiv Berlinul de Vest: la 21 iunie 1948, marca germană a înlocuit Reichsmark-ul. Această reformă s-a bazat pe legile adoptate de guvernul militar aliat. Ca pregătire, puterile occidentale au înființat un nou sistem bancar central cu două niveluri în zonele ocupate; structura sa federală a fost modelată după Rezerva Federală a SUA. Acest sistem era format din băncile centrale ale landurilor din zonele de ocupație vest-germane și Bank deutscher Länder din Frankfurt pe Main, înființată la 1 martie 1948. Băncile centrale ale landurilor și-au asumat funcțiile băncilor centrale în jurisdicțiile lor respective. Bank deutscher Länder, al cărei capital social era deținut de băncile centrale ale landurilor, era responsabilă de emiterea de bancnote, coordonarea politicii monetare și diverse sarcini centrale, inclusiv gestionarea cursului de schimb valutar. Organul suprem al acestui sistem bancar central cu două niveluri era Consiliul Băncii Centrale (Zentralbankrat), înființat în cadrul Bank deutscher Länder. Acesta era format dintr-un președinte, președinții băncilor centrale ale landurilor și președintele consiliului de administrație al Bank deutscher Länder. Consiliul Băncii Centrale stabilea, printre altele, politica ratei de scont, politica rezervelor minime obligatorii, direcția politicii de piață deschisă și acordarea de credite. După experiența negativă a unei bănci centrale supuse ordinelor guvernamentale, a fost stabilit principiul unei bănci centrale independente. Bank Deutscher Länder a fost de la bun început independentă de instituțiile politice germane, inclusiv de guvernul federal german, care era în funcție din septembrie 1949. Și-a câștigat independența față de Aliați în 1951.

## Istoricul Bundesbank ca organizație

### 1993–2001
Tratatul de la Maastricht care a intrat în vigoare la 1 noiembrie 1993 a pus bazele Uniunii Europene Economice și Monede (CEE). Responsabilitatea națională pentru politica monetară a fost transferată, la nivel comunitar, către Sistemul European al Băncilor Centrale (SEBC), care cuprinde Banca Centrală Europeană (BCE) și băncile centrale naționale (BCN) ale statelor UE. Până când BCE a devenit pe deplin responsabilă pentru monedă în 2001, Bundesbank avea trei organe de conducere. Consiliul Băncii Centrale (Zentralbankrat) era organul suprem al Bundesbank. Acesta a fost format din:
1. Direcția, care a format președintele, vicepreședintele și șase membri suplimentari. Aceste opt persoane au fost nominalizate de guvernul federal (Bundesregierung)
2. Cei nouă președinți ai Landeszentralbanken. Acestea au fost nominalizate de Bundesrat.

Direcția a fost organul executiv al Bundesbank, în timp ce toate deciziile de politică valutară au fost luate de Consiliul Băncii Centrale.

### 2001-prezent
În 2001, BCE a preluat controlul total asupra monedei. Legea Bundesbank a fost modificată ultima dată în 2002 prin a șaptea lege de modificare a legii privind Bundesbank din 30 aprilie 2002, care a conferit Bundesbank structura actuală.

## Lista președinților
| Rang | Nume                   | Mandat      |
| ---- | ---------------------- | ----------- |
| 1er  | Wilhelm Vocke          | (1957-1958) |
| 2    | Karl Blessing          | (1958-1969) |
| 3    | Karl Klasen            | (1969-1977) |
| 4    | Otmar Emminger         | (1977-1979) |
| 5    | Karl Otto Pöhl         | (1980-1991) |
| 6    | Helmut Schlesinger     | (1991-1993) |
| 7    | Hans Tietmeyer         | (1993-1999) |
| 8    | Ernst Welteke          | (1999-2004) |
| 9    | Jürgen Stark (intérim) | (2004-2004) |
| 10   | Axel Weber             | (2004-2011) |
| 11   | Jens Weidmann          | (2011-2021) |
| 12   | Joachim Nagel          | (2022- )    |

## Venitul băncii
| Venitul băncii, 1988–2009 (în miliarde de euro) | Venitul băncii, 1988–2009 (în miliarde de euro) | Venitul băncii, 1988–2009 (în miliarde de euro) | Venitul băncii, 1988–2009 (în miliarde de euro) |
| An                                              | Venit                                           | An                                              | Venit                                           |
| ----------------------------------------------- | ----------------------------------------------- | ----------------------------------------------- | ----------------------------------------------- |
| 1988                                            | 5,2                                             | 1999                                            | 3,9                                             |
| 1989                                            | 5,1                                             | 2000                                            | 8,4                                             |
| 1990                                            | 4,3                                             | 2001                                            | 11,2                                            |
| 1991                                            | 7,4                                             | 2002                                            | 5,4                                             |
| 1992                                            | 6,7                                             | 2003                                            | 0,2                                             |
| 1993                                            | 9,4                                             | 2004                                            | 0,7                                             |
| 1994                                            | 5,2                                             | 2005                                            | 2,9                                             |
| 1995                                            | 5,3                                             | 2006                                            | 4,2                                             |
| 1996                                            | 4,5                                             | 2007                                            | 4,3                                             |
| 1997                                            | 12,1                                            | 2008                                            | 6,3                                             |
| 1998                                            | 8,5                                             | 2009                                            | 4,1                                             |

## Publicații ale Bundesbank
Bundesbank produce o serie de publicații și statistici regulate (a se vedea site-ul Web)
- Publicațiile în limba engleză ale Bundesbank
- Stabilitatea financiară